# Echeveria nebularum
Echeveria nebularum là một loài thực vật có hoa trong họ Crassulaceae. Loài này được Moran & Kimnach mô tả khoa học đầu tiên năm 2004.